# 孫叔敖
孫叔敖（そんしゅくごう、生没年不詳）は、中国春秋時代の楚の公族、令尹。姓は羋、氏は蔿、諱は敖、または艾猟、字は孫叔。蔿賈の子。蔿敖、蔿艾猟、蔿孫叔とも呼ばれる。
荘王に仕えて楚の富国強兵を成し遂げ、荘王に天下の覇権を握らせた。楚屈指の賢相の一人。

## 双頭の蛇
前漢の劉向の著作『新序』には、幼少時の孫叔敖の逸話が収録されている。
ある時、孫叔敖が遊びに出向いた時、頭を二つ持つ蛇に出会い、とっさにその蛇を殺し穴に埋めて、家に戻った。その後、孫叔敖は母親に対して「双頭の蛇を見た者はすぐに死ぬとあります。私はつい先ほどその蛇を見てしまったので、もうすぐ死ぬでしょう」と涙ながらに語り、「他の人がその蛇を見てはいけないので、殺して埋めました」とも語った。これを聞いた母親は「そういう隠れた善行を行った者には、天は福をもって報いるのです。だから、死ぬことはありません」と諭した。

## 令尹として
孫叔敖は民を教化してよく導いたので、楚では上下が和合し、政治は緩やかながらも禁じられたことは守られ、役人に奸邪な者はなく、物を盗む者はいなかった。
同時代の晋の士会は敵ながら孫叔敖の治世を指して「徳・刑・政・事・典・礼の六つが正しく行われている」と絶賛した。
ある時、荘王が貨幣が軽すぎるとして重いものに改めたが、人々はこれを不便がって孫叔敖に訴えた。孫叔敖はこのことを荘王に言上して元に戻した。
孫叔敖の業績を今に残す施設として、寿春近郊を流れる淮河に造成され、今も使用されている大型水利施設・芍陂（安豊塘）（かんがい施設遺産）があり、孫叔敖はこの施設で淮河の水を一帯に灌漑して農業生産量を上げている。

## 邲の戦い
邲の戦いにおいては荘王に従って従軍したが、部将の伍参（伍子胥の曾祖父）が晋軍内部の乱れを察知し、決戦を望んだのに対し、孫叔敖は令尹としての立場から国力の消耗を恐れ、最後まで晋との和睦を主張した。しかしながら晋の使者が荘王の陣を襲撃し、さらに晋の援軍が荘王の陣を取り囲むに及んで楚の全軍に突撃命令を下し、晋軍を徹底的に打ち破った。

## 死後の保障
孫叔敖は死の直前に息子（甥とも）の蔿子馮を招いて「王は私が死んだ後に多くの領地を贐としてくださるだろうが、寝丘（楚の最も痩せた土地）のみを受け取るように」と言い残してこの世を去った。果たして生前の孫叔敖の功績に対して多くの恩賞が授けられたが、蔿子馮は寝丘のみを拝領した。なお、蔿子馮もまた、後に令尹として名を馳せた。
のちに楚が乱れたとき、寝丘はあまりにも土地が痩せていたために誰からも羨ましがられることがなく孫叔敖の一族は常に政争の外にいた。また楚が呉に攻められて滅亡寸前になったときも、寝丘は土地の名前が不吉であったために呉軍の侵略を受けることがなかった。そのため孫叔敖の子孫は大いに栄え、後世に孫氏と称したという。